# Pronolagus randensis
Pronolagus randensis — вид зайцеподібних ссавців родини зайцевих (Leporidae).

## Поширення
Pronolagus randensis трапляється на півночі ПАР, на сході Ботсвани, широко поширений у Зімбабве та Анголі. Живе у кам'янистих відкритих місцинах до 1550 м над рівнем моря.